# Chiến tranh ủy nhiệm

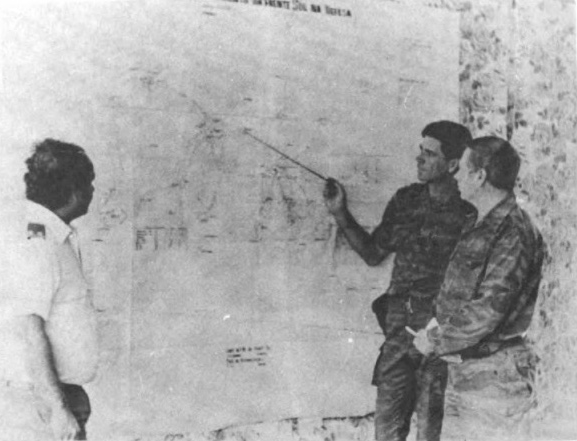
Cố vấn quân sự Liên Xô lên kế hoạch hành động trong cuộc Nội chiến Angola

Chiến tranh ủy nhiệm hay Chiến tranh đại lý là một cuộc xung đột vũ trang giữa hai quốc gia hoặc các chủ thể phi quốc gia hoạt động vì sự xúi giục hoặc nhân danh trung lập các bên khác không liên quan trực tiếp đến chiến sự. Để một cuộc xung đột được coi là một cuộc chiến ủy nhiệm, phải có mối quan hệ trực tiếp, lâu dài giữa các tác nhân bên ngoài và những người hiếu chiến có liên quan. Mối quan hệ đã nói ở trên thường có các hình thức tài trợ, huấn luyện quân sự, vũ khí hoặc các hình thức hỗ trợ vật chất khác giúp các bên duy trì nỗ lực cho cuộc chiến tranh của mình.
Trong thời cổ đại và thời Trung cổ, nhiều lực lượng ủy nhiệm phi quốc gia là các lực lượng bên ngoài đã được xâm nhập vào một cuộc xung đột trong nước và liên kết với một lực lượng hiếu chiến nhằm có được ảnh hưởng và tăng thêm các lợi ích của chính họ trong khu vực. Các lực lượng ủy nhiệm có thể được đưa vào do một thế lực bên ngoài hoặc địa phương và thường được sử dụng dưới dạng quân đội bất thường nhằm đạt được mục tiêu của nhà tài trợ trong khu vực tranh chấp. Một số quốc gia thời trung cổ như Đế quốc Byzantine đã sử dụng chiến tranh ủy nhiệm như một công cụ chính sách đối ngoại bằng cách cố tình hỗ trợ mưu đồ giữa các đối thủ thù địch và sau đó ủng hộ họ khi họ gây chiến với nhau. Các tiểu bang khác coi cuộc chiến ủy nhiệm như chỉ đơn thuần là một phần mở rộng hữu ích của một cuộc xung đột tồn tại trước đó, chẳng hạn như Pháp và Anh trong Chiến tranh Trăm Năm, cả hai đều bắt đầu một chiêu thức lâu đời bằng việc hỗ trợ cướp biển nhắm vào tàu buôn của quốc gia kia. Đế quốc Ottoman cũng sử dụng những cướp biển Barbary được ủy nhiệm để quấy rối các cường quốc Tây Âu ở biển Địa Trung Hải.
Kể từ đầu thế kỷ XX, các cuộc chiến ủy nhiệm thường được sử dụng dưới dạng các quốc gia đảm nhận vai trò là nhà tài trợ cho các chủ thể phi nhà nước, về cơ bản sử dụng chúng như các lực lượng thứ năm để làm suy yếu sức mạnh đối nghịch. Loại chiến tranh ủy nhiệm này bao gồm hỗ trợ từ bên ngoài cho một phe tham gia vào cuộc nội chiến, khủng bố, các phong trào giải phóng dân tộc và các nhóm nổi dậy, hoặc hỗ trợ cho một cuộc nổi dậy quốc gia chống lại sự chiếm đóng của nước ngoài. Ví dụ, người Anh đã tổ chức một phần và xúi giục cuộc nổi dậy Ả Rập nhằm phá hoại Đế chế Ottoman trong Thế chiến thứ nhất. Nhiều cuộc chiến ủy nhiệm bắt đầu có màu sắc ý thức hệ đặc biệt sau Nội chiến Tây Ban Nha, trong đó đưa các tư tưởng chính trị phát xít của Ý và hệ tư tưởng quốc gia xã hội của Đức Quốc xã chống lại hệ tư tưởng cộng sản của Liên Xô mà không phải đối đầu trực tiếp với nhau. Nhà tài trợ của cả hai bên cũng sử dụng cuộc xung đột Tây Ban Nha như một mặt trận chứng minh cho vũ khí và chiến thuật chiến trường của riêng họ.
Trong Chiến tranh Lạnh, chiến tranh ủy nhiệm được thúc đẩy bởi lo ngại rằng một cuộc chiến tranh thông thường giữa Hoa Kỳ và Liên Xô sẽ dẫn đến thảm sát hạt nhân, khiến việc sử dụng các ủy nhiệm tư tưởng trở thành một cách an toàn hơn để thực hiện chiến sự. Chính phủ Liên Xô phát hiện ra rằng hỗ trợ các lực lượng đối kháng với Mỹ và các quốc gia phương Tây là một cách hiệu quả về mặt chi phí để chống lại ảnh hưởng của NATO thay cho sự tham gia quân sự trực tiếp. Ngoài ra, sự phổ biến của truyền thông truyền hình và tác động của nó đối với nhận thức của công chúng khiến công chúng Hoa Kỳ đặc biệt dễ bị mệt mỏi vì chiến tranh và hoài nghi về nguy cơ cuộc sống của người Mỹ ở nước ngoài. Điều này khuyến khích thực tiễn của Mỹ đối với các lực lượng nổi dậy vũ trang, chẳng hạn như việc cung cấp các nguồn cung cấp cho lực lượng chống cộng mujahideen trong Chiến tranh Afghanistan từ năm 1978 đến năm 1992 của Liên Xô.
Ông Trần Đức Thảo (một triết gia cánh tả người Việt Nam) nhận xét về bản chất thật của tất cả những cuộc chiến tranh ủy nhiệm trong Chiến tranh Lạnh (1947-1991):
| “ | Các nước lớn đã chơi trò dựng lên những ý thức, những lý tưởng, những tâm lý phân biệt hệ chính trị, phân biệt biên giới địa lý, đi duy trì sự chia rẽ trong đầu thằng dân nhược tiểu một cách lâu dài, để phe này kiên trì cầm súng bắn giết phe kia, để nuôi dưỡng chiến tranh cục bộ. Bức tường tâm lý có ảnh hưởng sâu rộng và mạnh mẽ nhất chính là bức tường ý thức hệ. Bức tường này đã chia làm hai thế giới: một bên là ý thức hệ xã hội chủ nghĩa, lấy nguyên tắc Marxist đấu tranh giai cấp làm động lực, bên kia là ý thức tư sản, tư bản, lấy lý tưởng tự do dân chủ làm động lực. Tất cả các lãnh thổ bị chia cắt, các dân tộc bị chia rẽ đều do các nước lớn vũ trang, bằng cả tinh thần lẫn vật chất, để trở thành những ngòi nổ của các cuộc chiến tranh cục bộ, thường là rất đẫm máu. Thế mà lãnh đạo mỗi phe, của mỗi phần lãnh thổ bị chia cắt ấy, cứ khoe tài, khoe trí, cam kết sẽ "đưa dân tộc, đất nước tới chiến thắng!" Đau đớn và mỉa mai nhất là trong lúc các nước nhỏ diễn trò anh em bắn giết nhau, thì lãnh đạo các nước lớn vui vẻ thăm viếng nhau, mở yến tiệc khoản đãi nhau, để tìm cách thông cảm nhau, tránh trực tiếp đụng độ nhau. Đồng thời họ tiếp tục tuôn vũ khí vào các nước nhỏ để nuôi chiến tranh. Là một nhà triết học như tôi, thì phải tìm hiểu để biết nhìn sâu và xa hơn qua những cuộc chiến tranh cục bộ, huynh đệ như thế. Vì sau khi đã chiến thắng, thì còn lại biết bao đau thương mà người dân, ở cả hai bên chiến tuyến, phải gánh chịu. | ” |